# Dachau-Messe
Die Dachau-Messe wurde im September 1944 von dem Kirchenmusiker und Komponisten Pater Gregor Schwake als Häftling im KZ Dachau komponiert. Die Messe für Männerchor und Blechbläser (Missa antiphonaria, F-Dur: Kyrie, Gloria, Credo, Sanctus, Agnus Dei) wurde am 24. September 1944 im „Priesterhäftlingsblock“ des Konzentrationslagers heimlich uraufgeführt.
Am 18. Oktober 1997 wurde die verschollen geglaubte (und von Eleonore Philipp 1995 wiederentdeckte) Messe anlässlich einer Gedenkfeier zu Ehren des Priesters und Komponisten in Friedrichshafen-Ettenkirch wiederaufgeführt.

## Diskografie
- Gregor Schwake, Anton Roth: Dachauer Messe – In viam pacis, Regina Pacis – KZ Dachau im Sommer 1944, – Hörkassette – Friedrichshafen